# العائش في الحقيقة
"العائش في الحقيقة"، هي رواية تاريخية لنجيب محفوظ والتي نشرت عام 1985 قبل ثلاث سنوات من حفل تسلمه لجائزة نوبل في الأدب.

## دوافع الكتابة
كان محفوظ مولعًا بالتاريخ الفرعوني، فدفعه لإنتاج ثلاث روايات شهيرة في بداية مشواره الفني: (عبث الأقدار 1939, رادوبيس 1943, كفاح طيبة 1944)، وكان في نيته أن يواصل السلسلة ويكتب التاريخ الفرعوني كله بنفس الطريقة، وبعد سنوات طويلة وقع في يده كتاب باللغة الفرنسية عن إخناتون يتضمن آراء غريبة ومتناقضة لم يسمع بها من قبل. أثار هذا الكتاب ما يحمله في وجدانه من تقدير لهذه الشخصية، وقرر التوقف عند “إخناتون” والكتابة عنه، فجاءت رواية “العائش في الحقيقة” لا تتضمن رؤية درامية بقدر ما هي عرض لوجهات النظر المختلفة في هذه الشخصية التاريخية المثيرة، خاصة أنه أضاف للرواية شخصيات من صنع خياله ليس لها أصل تاريخي.

## القصة
تدور الرواية حول شاب فرعوني في مقتبل عمره، لي يأخذنا محفوظ من جديد إلى مصر الفرعونية التي برع في استخدامها ليعرض أفكاره، حيث تتناول الرواية فترة أخناتون والدعوة إلى الديانة التوحيدية عن طريق باحث للحقيقة يحاول أن ينقل شهادات من عاصروا هذه الفترة وكانوا بجوار العرش، ولقد نجح في نقل الشهادات كما هي حتى أن القاريء قد يصاب بالارتباك ويتساءل ما
يريد معرفة الكثير عن الملك الفرعوني أخناتون الذي حكم مصر في فترة سابقة، ويذهب لمقابلة الشخصيات التي عاصرت الملك وفترته المثيرة والغنية بالأحداث وذلك يعود إلى أن أخناتون دعا إلى عباده اله واحد هو (أتون) ومعارضة الكهنة له.
كان الشاب مري مون متجهًا من مدينته سايس إلى مدينة بانوبوليس لزيارة أخته المتزوجة هناك حين مر بالمدينة المهجورة أخيتاتون التي كان الفرعون أمنحوتب الرابع أحد ملوك الأسرة الثامنة عشر (والذي عرف فيما بعد بأخناتون أو الروح الحية لآتون) قد اتخذها عاصمة له ومقرًا للحكم، فيرى المدينة ذات العظمة الغابرة، خالية طرقاتها، وعارية أشجارها، ولا تنبض بالحياة فينقبض قلبه لهذا المشهد، وحين يسأل مري مون أباه عن تلك المدينة يصفها له على أنها "مدينة المارق"، أو "المدينة الكافرة الملعونة"، فلا تشفي تلك الإجابة فضول مري مون ويذهب في رحلة للبحث والاستقصاء عن تاريخ مدينة أخيتاتون، وعن الملك أمنحوتب الرابع يسأل فيها من عاصروه، سواء كانوا من مؤيديه أو من معارضيه، فيحكي كل منهم من وجهة نظره عن الفرعون المارق، هزيل البنية، مؤنث الصورة، ويجمع الوقائع التي حدثت من مختلف الزوايا لكي يعرف الحقيقة التي لطالما شغف بها والده من قبله.
يقابل مري مون بتوصية من والده عدة شخصيات:
- الكاهن الأكبر لآمون.
- الحكيم آي، والد نفرتيتي زوجة أمنحوتب الرابع ومستشاره.
- حور محب، قائد الحرس.
- المثال بك.
- تادوخيبا، زوجة أمنحوتب الثالث والتي ورثها أمنحوتب الرابع مع العرش من بعده.
- توتو، الكاهن المرتل ووزير الرسائل في عهد إخناتون.
- تي، زوجة الحكيم آي.
- موت نجمت، ابنة الحكيم آي وتي، وأخت نفرتيتي.
- مري رع، الكاهن الأكبر للإله الواحد آتون.
- ماي، قائد جيش إخناتون.
- محو، رئيس شرطة إخناتون في العاصمة أخيتآتون.
- ناخت، وزير إخناتون.
- بنتو، طبيب إخناتون الحاص.
- نفرتيتي، زوجة أمنحوتب الرابع.

يتحدث الكاهن الأكبر عن الملكة تيي زوجة الملك أمنحوتب الثالث، وكيف كانت امرأة قوية من عامة الشعب لأسرة من النوبيين، إلا أنها ذات طموح لا حد له، وكيف سعت لتقليص نفوذ كهنة الإله آمون بالذهاب إلى كهنة معابد الأقاليم ومحاولة توحيدهم لعبادة الإله آتون، وكيف نبت طفلها أمنحوتب الرابع ولي العهد على ذات مسلكها، فكان يتخلف عن زيارة معبد آمون، وعن تدريباته العسكرية، ويقضي الوقت مترنمًا ومرددًا الأناشيد الدينية لآتون، واصفًا إياه بالإله المحب، ويصف نفسه بأنه "الوحيد المؤمن بين قوم ضالين"، وكيف أنه حين تولى أمنحوتب الرابع العرش، محى آثار والده أمنحوتب الثالث بدعوى أنها تمجد الإله آمون، وحذا حذو أبيه في الزواج من فتاة طموحة من عامة الشعب لا تجري الدماء الملكية في عروقها هي نفرتيتي ابنة الحكيم آي، كما أهمل السياسة والحفاظ على قوة الجيش، وانشغل بإلهه الهزيل المحب، الذي هو ذكرًا وأنثى في ذات الوقت، ونقل عاصمة الإمبراطورية من مدينة طيبة إلى مدينة أخيتآتون، وجعلها مقرًا لعبادة آتون، منتقصًا من قدر الآلهة الأخرى، فضعفت الدولة، واتهمه كهنة آمون بالكفر، وطلبوا منه في النهاية التنازل عن العرش لأحد أخويه الصغيرين، بحيث تصبح الملكة تيي وصية على العرش مقابل تركه يعبد إلهه الواحد بل وأن يدعو الناس لعبادته كيفهما يشاء، إلا أنه رفض، وعين أخاه سمنخ رع شريكًا له في العرش، لكن الكهنة تجاهلوا أمره واختاروا توت عنخ أمون ليجلس على العرش بعد أن عزلوه.